# Micaela Turek
Micaela Turek (Ciudad de Buenos Aires, Argentina, 6 de mayo de 1987) es una jugadora de futsal argentina. Actualmente se desempeña como arquera en el Club Ferro Carril Oeste con el que disputa el torneo de Futsal Femenino de la AFA. También fue jugadora de la Selección Argentina de Futsal Femenino con la que disputó la Copa América de Futsal Femenino 2015.Ex jugadora del Club Atlético San Lorenzo (2020-2024), Club Social y Deportivo Pacífico (2018-2019), Club Bomberos de Ramos Mejía (2015-2017) y Club Nueva Chicago.

## Palmarés

### Títulos nacionales de futsal
| Título             | Club        | País      | Año  |
| ------------------ | ----------- | --------- | ---- |
| Supercopa 2021     | San Lorenzo | Argentina | 2021 |
| Torneo Único 2021  | San Lorenzo | Argentina | 2021 |
| Copa de Oro 2022   | San Lorenzo | Argentina | 2022 |
| Torneo de AFA 2022 | San Lorenzo | Argentina | 2022 |
| Copa de Oro        | San Lorenzo | Argentina | 2024 |